# 徐家镇 (绵阳市)
徐家镇，是中华人民共和国四川省绵阳市游仙区曾经下辖的一个镇。2019年12月，撤销徐家镇，将其所属行政区域划归魏城镇管辖。

## 行政区划
徐家镇撤销前下辖以下地区：
徐家镇社区、宣化铺村、书房村、安乐村、白鹤村、和阳村、鸿禧村、响水村、竹林村、柳塔村、清辉村和建效村。